# Pescosolido
Pescosolido és un comune (municipi) de la província de Frosinone, a la regió italiana del Laci, situat a uns 100 km a l'est de Roma i a uns 30 km al nord-est de Frosinone.
Pescosolido limita amb els municipis de Balsorano, Campoli Appennino, Sora i Villavallelonga.
A 1 de gener de 2019 tenia 1.505 habitants.